# Il borgomastro di Saardam
Il borgomastro di Saardam és un melodrama lúdic en dos actes amb música de Gaetano Donizetti. La seva primera representació es va fer al Teatre Nuovo de Nàpols el 19 d'agost de 1827.

## Context
La companyia de l'estrena incloïa la prima donna Caroline Unger, per a qui Donizetti va compondre el paper principal. L'obra va aconseguir un gran èxit a l'estrena, envoltada d'un repartiment de primer nivell, que incloïa el baix Carlo Casaccia. La partitura conté molts rossinismes i Donizetti demostra un enfocament realment brillant per escriure l'òpera. El llibret, de Domenico Gilardoni, està basat en la comèdia de 1818 Le bourgmestre de Sardam, ou Les deux Pierres de Mélésville, Jean-Toussaint Merle i Eugène de Cantiran Boirie. Albert Lortzing va utilitzar el 1837 la mateixa història per a la seva obra Zar und Zimmermann.

## Personatges i intèrprets
| Paper                                                  | Tessitura     | Estrena, 19 d'agost de 1827 (director: Nicola Festa) |
| ------------------------------------------------------ | ------------- | ---------------------------------------------------- |
| Marietta                                               | soprano       | Caroline Unger                                       |
| Pietro Flimann                                         | tenor         | Berardo Calvari Winter                               |
| Peter Mikailoff, o Pietro il Grande, tsar de Rússia    | baríton       | Celestino Salvatori                                  |
| Wambett, el burgmestre                                 | baix          | Carlo Casaccia                                       |
| Carlotta, filla del burgmestre                         | mezzosoprano  | Almerinda Manzocchi                                  |
| Timoteu                                                | baix          | Raffaele Casaccia                                    |
| Leforte                                                | baix          | Giovanni Pace                                        |
| Ali Mahmed                                             | tenor lleuger | Gaetano Chizzola                                     |
| Guàrdies, soldats holandesos, cor de fusters i pagesos |               |                                                      |

## Argument
Lloc: Sardaam, Països Baixos
Època: finals del segle XVII

### Primer acte
Al taller naval de Sardaam, als Països Baixos, el tsar Pietro il Grande -viatjant d'incògnit per adquirir experiència- es fa passar per fuster, amb el nom de Pietro Mikailoff. Entre els obrers també hi ha Pietro Flimann, també rus però desertor, enamorat de Marietta, de qui el burgmestre Wambett fa de tutor. Arriba Leforte, general i confident del tsar (també d'incògnit), que anuncia l'arribada a l'obra del burgmestre. Flimann revela a Mikailoff la seva condició de desertor i el seu amor per la noia que arriba en aquell moment amb les dones dels fusters per portar el dinar. Marietta revela el seu amor per ell a Flimann. El burgmestre arriba a la recerca d'un estranger anomenat Pietro, però al principi decideix deixar marxar els dos russos; aleshores també arriba Carlotta, filla de Wambett, juntament amb un estranger anomenat Ali, en missió diplomàtica, també a la recerca d'un home anomenat Pietro. En una taverna, els dos Pietro (Mikailoff i Flimann) parlen d'amor quan entren el burgmestre i l'Ali, que al final pensen que el tsar és Flimann.

### Segon acte
Considerat tsar, Flimann revela el malentès a Marietta. Mentrestant, Leforte anuncia a Mikailoff la urgència de tornar a Rússia per sufocar una revolta, utilitzant un vaixell que aviat estarà fondejat. Wambett -a qui li agradaria convertir-se en el marit de Marietta- comença a cortejar-la malgrat les seves negatives. Flimann es desanima quan, en tornar Leforte i Mikailoff, la veritable identitat del tsar es revela per sorpresa general; aquest últim perdona públicament a Flimann la seva deserció, el nomena almirall de la seva flota, títol útil per casar-se amb Marietta, i l'uneix en matrimoni amb la seva estimada. Tothom, excepte Wambett, ho celebra, mentre Marietta es llança a una cançó de felicitat agraïda.

## Estructura musical
- Simfonia

### Acte I
- Núm. 1 - Introducció i Cavatina de Marietta - Forza, o braccio, ai destri colpi - Lungi da te, mio ben - fuggìa la calma (Cor, Flimann, Tsar, Leforte, Marieta)
- Núm. 2 - Cavatina de Wambett - Fate largo al Borgomastro
- No 3 - Trio Flimann, Tsar, Wambett - Come ha fisso in me lo sguardo
- Núm. 4 - Final I - Versiamo il liquor - Dèi saper ch'io vado in traccia (Cor, Wambett, Tsar, Flimann, Leforte, Marietta, Carlotta, oficial)

### Acte II
- Núm. 5 - Duet entre el Tsar i Wambett - Tu mi deridi, oh sciocco?
- No 6 - Duet entre Flimann i Marietta - Allor che tutto tace
- Núm. 7 - Ària del Tsar - Va, e la nave, in un baleno (Tsar, Cor)
- Núm. 8 - Final II - Brilli pure in sì bel giornoc (Marietta, Flimann, Tsar, Wambett, Leforte, Alì, Carlotta, Cor)

## Discografia
| Any  | Repartiment (Vambett, Tsar, Pietro, Marietta)                              | Director               | Segell  |
| ---- | -------------------------------------------------------------------------- | ---------------------- | ------- |
| 1973 | Renato Capecchi, Peter van der Berg, Philip Langridge, Ans Philippo        | Jan Schaap             | CEDRE   |
| 2017 | Andrea Concetti, Giorgio Caoduro, Juan Francisco Gatell, Irina Dubróvskaia | Roberto Rizzi Brignoli | Dynamic |